# Geschützter Landschaftsbestandteil Alte Tongrube
Der Geschützte Landschaftsbestandteil Alte Tongrube mit einer Flächengröße von 2,82 ha liegt nördlichen Rand von Brilon. Das Schutzgebiet wurde 2008 mit dem Landschaftsplan Briloner Hochfläche durch den Kreistag des Hochsauerlandkreises als Geschützter Landschaftsbestandteil (LB) ausgewiesen. Er ist einer von 38 LBs im Stadtgebiet von Brilon. Der LB grenzt im Süden und Osten direkt an den Siedlungsbereich. Etwas nördlich liegt die Umgehungsstraße von Brilon.

## Gebietsbeschreibung
Beim Geschütztem Landschaftsbestandteil handelt es sich um eine aufgelassene Tongrube eine früher angrenzenden Ziegelei. Es hat sich ein strukturreicher Sekundärbiotop entwickelt. In der Tongrube befindet sich ein Stillgewässer mit stark schwankendem Wasserstand, Unterwasservegetation und Schlammufern in der Nordosthälfte. Das Gewässer hat eine erhebliche Bedeutung als Amphibienlaichplatz und Lebensraum für Libellen. Das Gewässer ist ein gesetzlich geschützte Biotope nach § 30 BNatSchG. In der Tongrube gibt es rund 8 m hohe Steilwände. Das Grubengelände ist Großteils mit Gehölzen zugewachsen.
Im Landschaftsplan wird ausgeführt: „Zur Erhaltung der Habitatvielfalt für Vögel, Insekten, Kleinsäuger und andere Tiergruppen sollten hier die Freiflächenanteile durch sporadischen Gehölzeinschlag vergrößert werden, so dass auch früher vorhandene, offene Rohbodenanteile wieder zunehmen. Zudem liegen im Gebiet noch Schrottreste, die beseitigt werden sollten.“

## Schutzzweck
Der LB wurde wegen seiner landeskundlichen und landschaftlichen Bedeutung ausgewiesen. Es ist ein Schutzgebiet ein kulturbetonter und naturnaher Landschaftsteil, die sich mit ihrem eigenständigen Charakter deutlich von der sie umgebenden Wald- und Feld-Landschaft unterscheidet. Im Landschaftsplan wird ausgeführt: „Der besondere Schutz dieser Kleinstrukturen ist wegen ihrer hervorgehobenen Position für die Leistungsfähigkeit des Naturhaushaltes und / oder für die Attraktivität des Landschaftsbildes erforderlich. Die LB-Festsetzung trägt der landschaftlichen Bedeutung der Objekte Rechnung, die sie über das „normale“ landschaftliche Inventar eines LSG heraushebt.“

## Verbote
Wie bei anderen Geschützten Landschaftsbestandteilen wurde das Verbot festgelegt, es zu beschädigen, auszureißen, auszugraben oder Teile davon abzutrennen oder auf andere Weise in seinem Wachstum oder Erscheinungsbild zu beeinträchtigen. Erlaubt ist eine ordnungsgemäße Pflege von Gehölzen durch Auf-den-Stock-setzen von Straucharten sowie von einzelnen Bäumen. Beim „Auf den Stock setzen“ von Gehölzen sind gleich lange Abschnitte von max. 50 m Länge zu bilden, von denen zwei benachbarte nicht innerhalb eines Jahres geschlagen werden dürfen; in den geschlagenen Abschnitten sind einzelne Bäume als Überhälter zu erhalten. Es besteht ferner das Verbot, den Traufbereich von Gehölzen im LB zu befestigen oder zu verfestigen und Stoffe oder Gegenstände im Bereich des Naturdenkmals anzubringen, zu lagern und abzulagern, die das Erscheinungsbild oder den Bestand des Naturdenkmals gefährden oder beeinträchtigen können. Dazu gehören auch Pflanzenschutzmittel, organische oder mineralische Dünge- und Bodenverbesserungsmittel sowie Futtermittel. Eine Beeinträchtigung des Erscheinungsbildes kann insbesondere durch Anbringen von Ansitzleitern, Jagdhochsitzen, Zäunen und Werbeträgern erfolgen. Es ist auch verboten, Aufschüttungen, Verfüllungen, Abgrabungen und Ausschachtungen vorzunehmen oder die Bodengestalt in anderer Weise zu verändern. Der Geschütze Landschaftsbestandteil darf außerhalb der befestigen Wege nicht betreten und befahren werden. Hunde dürfen nicht frei laufen gelassen werden.

## Gebot
Wie für andere Geschützte Landschaftsbestandteile besteht das Gebot, es durch geeignete Pflegemaßnahmen zu erhalten.